# Badi Assad

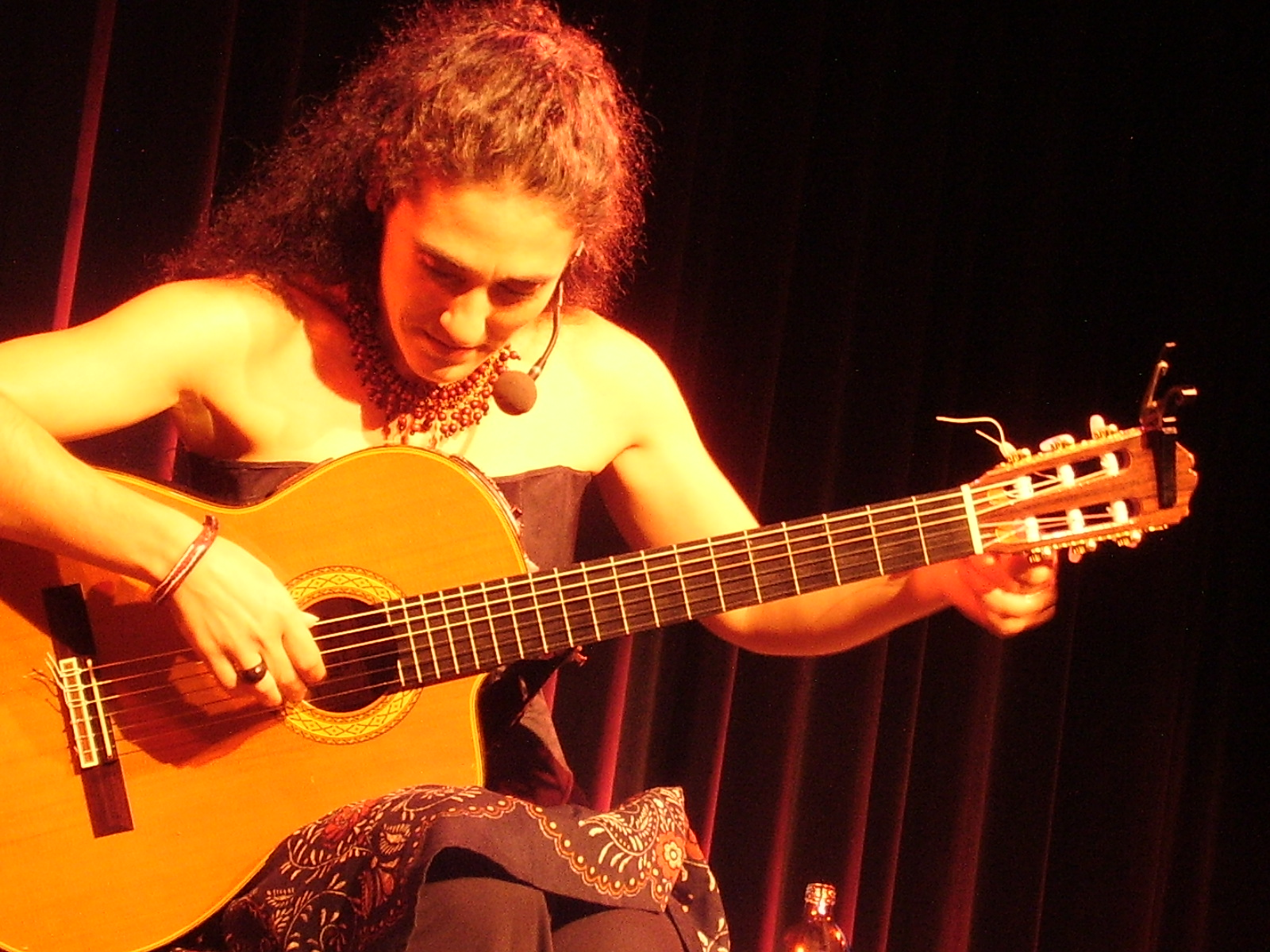
Badi Assad (2006)

Badi Assad (São João da Boa Vista, 23 december 1966) is een Braziliaanse singer-songwriter en gitarist. Ze speelt voornamelijk jazz en wereldmuziek. Ze werd geboren in de staat São Paulo, maar ze groeide op in Rio de Janeiro totdat ze twaalf werd. Haar vader, Jorge Assad, is van Libanese afkomst en speelt mandoline. Haar twee oudere broers, Sérgio Assad en Odair Assad, zijn allebei gitarist en treden samen op onder de naam Duo Assad.
Op veertienjarige leeftijd begon ze gitaar te spelen. Badi Assad studeerde klassieke gitaar aan de University Conservatory in Rio de Janeiro en ze won de "Concurso Jovens Instrumentistas do Rio de Janeiro" (Young Instrumentalists Competition of Rio de Janeiro) in 1984. In 1986 begon ze haar professionele carrière met het "Guitar Orchestra of Rio de Janeiro" (o.l.v. Turíbio Santos). Een jaar later, in 1987, werd ze op het "International Villa Lobos Festival" uitgeroepen tot beste gitarist van Brazilië. In datzelfde jaar speelde ze in Europa, Israël en Brazilië met gitarist Françoise-Emmanuelle Denis onder de naam "Duo Romantique". Assad zingt zowel in het Engels als in het Portugees. In 1995 werd ze door het blad Guitar Player verkozen tot "Best Acoustic Fingerstyle Guitarist". De lezers van dat blad verkozen haar album Rhythms (1995) tot "Best Classical Album of the Year". Assad staat bekend om haar eigenzinnige en bijzondere vertolkingen van nummers van componisten als George Harrison, Egberto Gismonti en Ralph Towner. Zo covert ze op het album Chameleon (1998) "While My Guitar Gently Weeps" van The Beatles. Op datzelfde album speelt ze echter voor het eerst ook eigen nummers.
Tussen 1998 en 2001 stopte ze noodgedwongen met optreden naar aanleiding van een neurologische aandoening, die het haar vrijwel onmogelijk maakte om gitaar te spelen. Nadat ze helemaal genezen was nam ze in 2003 samen met Jeff Young een album op, getiteld Nowhere.
Ze heeft in haar carrière al met betrekkelijk veel artiesten samengewerkt. Zo speelde ze met percussionist Cyro Baptista, gitaristen Pat Metheny, Larry Coryell en John Abercrombie en didgeridoo-speler Stephen Kent. In 2008 speelde ze samen met haar broers op het album Yo-Yo Ma & Friends: Songs of Joy & Peace van cellist Yo-Yo Ma.

## Discografie
- 1989 Danca do Tons (Dance of Sounds) (Crescente Produções)
- 1994 Solo (Chesky Records)
- 1995 Rhythms (Chesky Records)
- 1995 Juarez Moreira & Badi Assad (Centro Cultural Banco do Brasil)
- 1997 Echos of Brazil (Chesky Records)
- 1998 Chameleon (Polygram Records)[9]
- 2003 Nowhere (met Jeff Young) (WaterSongs Music)[11]
- 2003 Three Guitars (Chesky Records)
- 2003 Danca das Ondas (Gha)
- 2004 Ondas
- 2004 Verde (Edge Music/Deutsche Grammophon)
- 2006 Wonderland (Edge Music/Deutsche Grammophon)